# Ellen Braumüller
Ellen Braumüller, nata Ellen Hassauer (Berlino, 24 dicembre 1910 – Berlino, 10 agosto 1991), è stata una giavellottista, discobola, altista e velocista tedesca.
Nel 1930 partecipò alla terza edizione dei Giochi mondiali femminili, che si tenne a Praga, conquistando la medaglia d'oro nel triathlon. Prese parte, nel 1932, ai Giochi olimpici di Los Angeles ottenendo il decimo posto nel salto in alto, l'ottavo nel lancio del disco e la medaglia d'argento nel lancio del giavellotto. Si piazzò anche in sesta posizione nella staffetta 4×100 metri insieme alle connazionali Grete Heublein, Tilly Fleischer e Marie Dollinger.

## Palmarès
| Anno | Manifestazione            | Sede        | Evento                 | Risultato | Prestazione | Note |
| ---- | ------------------------- | ----------- | ---------------------- | --------- | ----------- | ---- |
| 1930 | Giochi mondiali femminili | Praga       | Triathlon              | Oro       | 198 p.      |      |
| 1932 | Giochi olimpici           | Los Angeles | Salto in alto          | 10ª       | 1,41 m      |      |
| 1932 | Giochi olimpici           | Los Angeles | Lancio del disco       | 8ª        | 33,15 m     |      |
| 1932 | Giochi olimpici           | Los Angeles | Lancio del giavellotto | Argento   | 43,50 m     |      |
| 1932 | Giochi olimpici           | Los Angeles | Staffetta 4×100 metri  | 6ª        | 50"0        |      |